# Pompeo Batoni

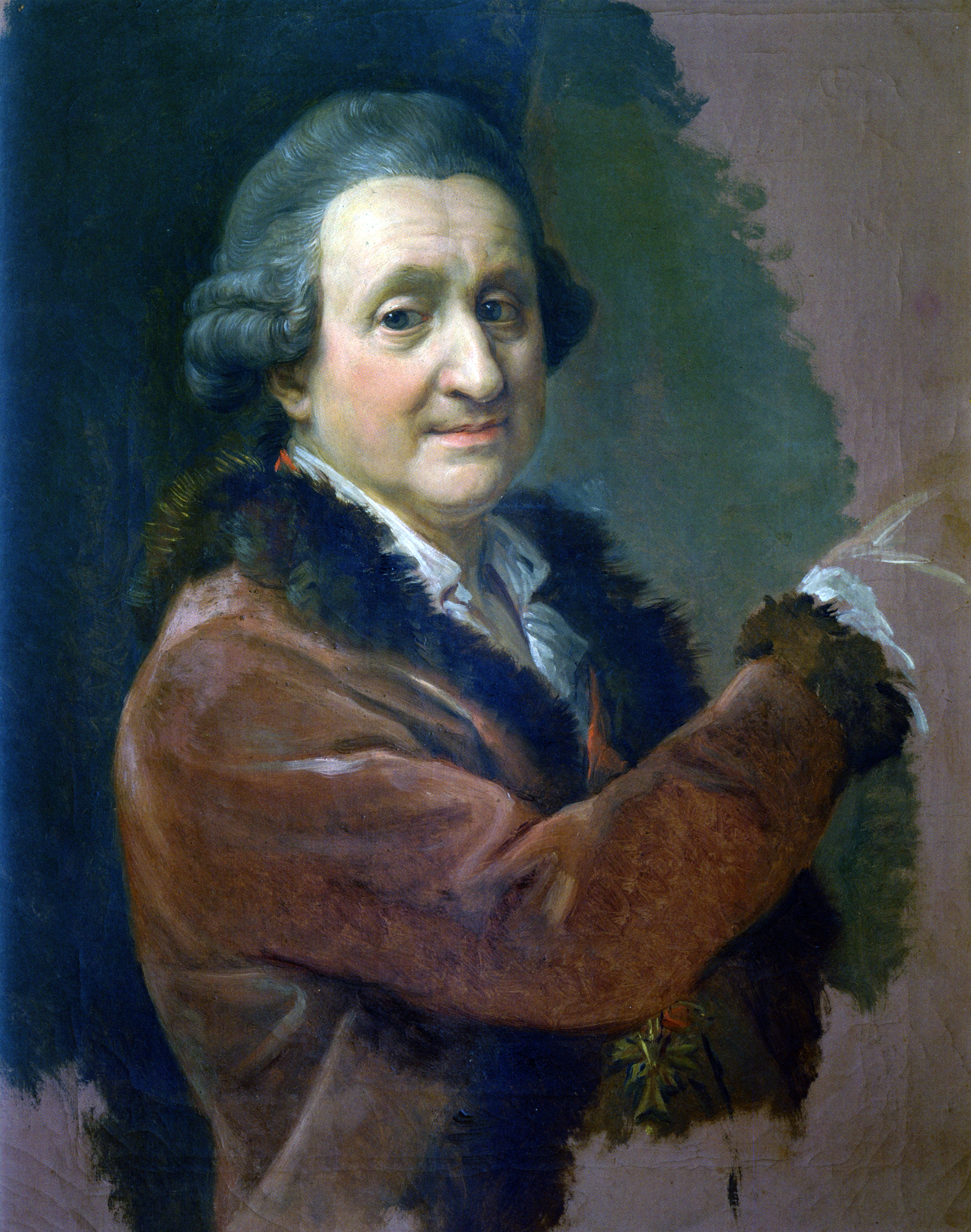
Pompeo Batoni: Selbstportrait, 1773–1774

Pompeo Girolamo Batoni, auch Pompeo Battoni (* 25. Januar 1708 in Lucca; † 4. Februar 1787 in Rom) war ein italienischer Maler. Batoni entwickelte einen Porträttyp für englische Touristen in Rom und gilt als Erfinder des Touristenporträts.

## Leben
Batoni war der Sohn des Goldschmieds Pablo (oder Paolino) Batoni und dessen Frau Chiara (geborene Sesti), die kurz nach seiner Geburt starb. Er wurde am 5. Februar 1708 getauft und galt bis zu seinem siebten Lebensjahr als schwächliches Kind und übte sich im Zeichnen. Sein Vater bestimmte, dass er Goldschmied werden sollte, so dass er zunächst in der väterlichen Werkstatt arbeitete. Da er eine Begabung für die Malerei hatte, wurde er Schüler der Maler Giovanni Domenico Brugieri und Giovanni Domenico Lombardi. Er erhielt von seinem Gönner Alessandro Guinigi eine finanzielle Unterstützung, so dass er 1728 nach Rom reisen konnte. Dort wurde er ein Schüler von Sebastiano Conca und Agostino Masucci. Überwiegend war er jedoch Autodidakt, studierte die alten Meister und kopierte Werke von Correggio und Raffael. Als er im Alter von 22 Jahren die Tochter des Kustoden der Villa Farnesina zur Frau nahm, wurde seine finanzielle Unterstützung eingestellt. Nun musste er sich seinen Lebensunterhalt selbst verdienen und fertigte Miniaturen und Kopien, die er verkaufte, oder fügte Figuren in Bilder anderer Maler ein. Eine zufällige Begegnung mit dem Marchese Gabrielli aus Gubbio, der ihn beim Zeichnen beobachtete, brachte ihm einen ersten größeren Auftrag ein. Er sollte ein Altargemälde für die Familienkapelle San Gregorio Magno al Celio anfertigen, auf dem eine Madonna mit Kind umgeben von vier Kamaldulensern dargestellt sein sollte.
Bald folgte ein Auftrag des späteren Kardinals Giuseppe Alessandro Furietti für ein Gemälde für den Hauptaltar der Kirche Santi Celso e Giuliano. Dargestellt ist ein Christus auf Wolken, der von Engeln umringt ist. Darunter vier Heilige, die ihn anbeten. Kardinal Alessandro Albani beauftragte Batoni um das Jahr 1760 mit der Herstellung eines Altarbildes (Sturz des Magiers Simon) für den Petersdom, das ein Werk Francesco Vannis ersetzen sollte und das er 1761 vollendete. Es wurde dort jedoch nicht verwendet, da es zu „unbiblisch“ war, sondern kam in die Kirche Santa Maria degli Angeli.
Er wurde durch Kaiser Joseph II. in den Adelstand erhoben. Er wurde in seiner Zeit sehr hoch geschätzt und in eine Linie mit Anton Raphael Mengs gestellt. Aus seiner Ehe hatte er einen Sohn Romualdo Bartoni, der ebenfalls Maler wurde, jedoch unbedeutend blieb.

## Werke (Auswahl)

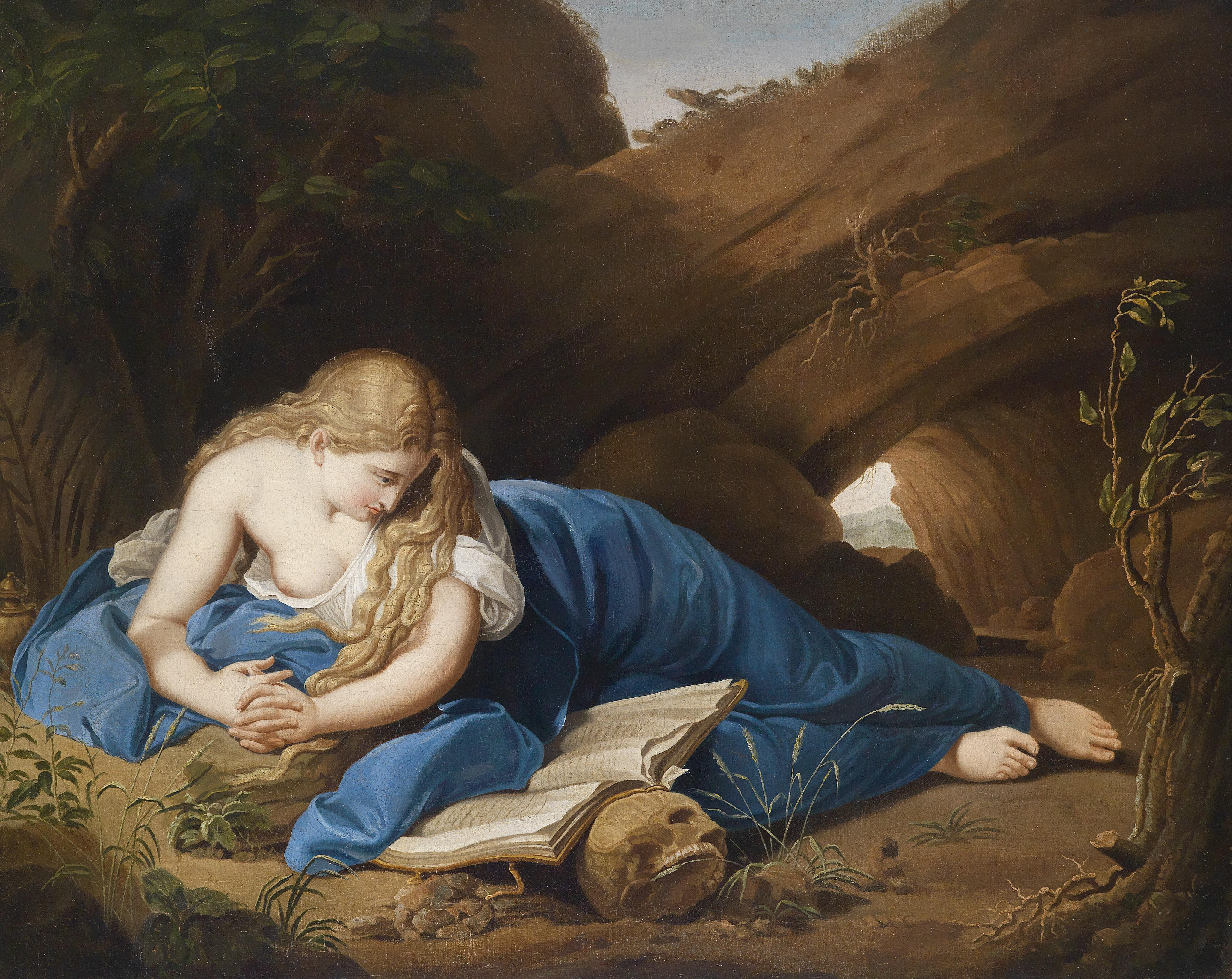
Batonis Magdalena, Kopie des 19. Jahrhunderts (das Original wurde im Zweiten Weltkrieg in Dresden vernichtet)

- die büßende Maria Magdalena (um 1742, Öl auf Leinwand, ehemals in der Gemäldegalerie in Dresden, Kriegsverlust beim Bombenangriff am 13. Februar 1945)
- eine heilige Familie
- Thetis, den Achilles von dem Centauren Chiron zurückerhaltend
- Vulkan in der Schmiede
- die Enthaltsamkeit des Scipio (in der Eremitage zu St. Petersburg)
- die Familie des Darius vor Alexander (für den König von Preußen gemalt)
- das von den vier Weltteilen angebetete Herz Jesu (eine große Altartafel, 1780 für eine neuerbaute Kirche zu Lissabon angefertigt)
- die Decke der Galerie Colonna zu Rom
- Porträts der Päpste Benedikt XIV., Clemens XIII. und Pius VI., des Kaisers Joseph II. und seines Bruders Leopold von Toscana (im Belvedere zu Wien).
- In der römischen Kirche Sant’Eligio de’ Ferrai wird ihm ein Gemälde zugeschrieben.

Standort der Gemälde oder Sammlungen bezieht sich auf das Jahr 1889. Das Gemälde von Joseph II. und seinem Bruder heute im Kunsthistorischen Museum in Wien.

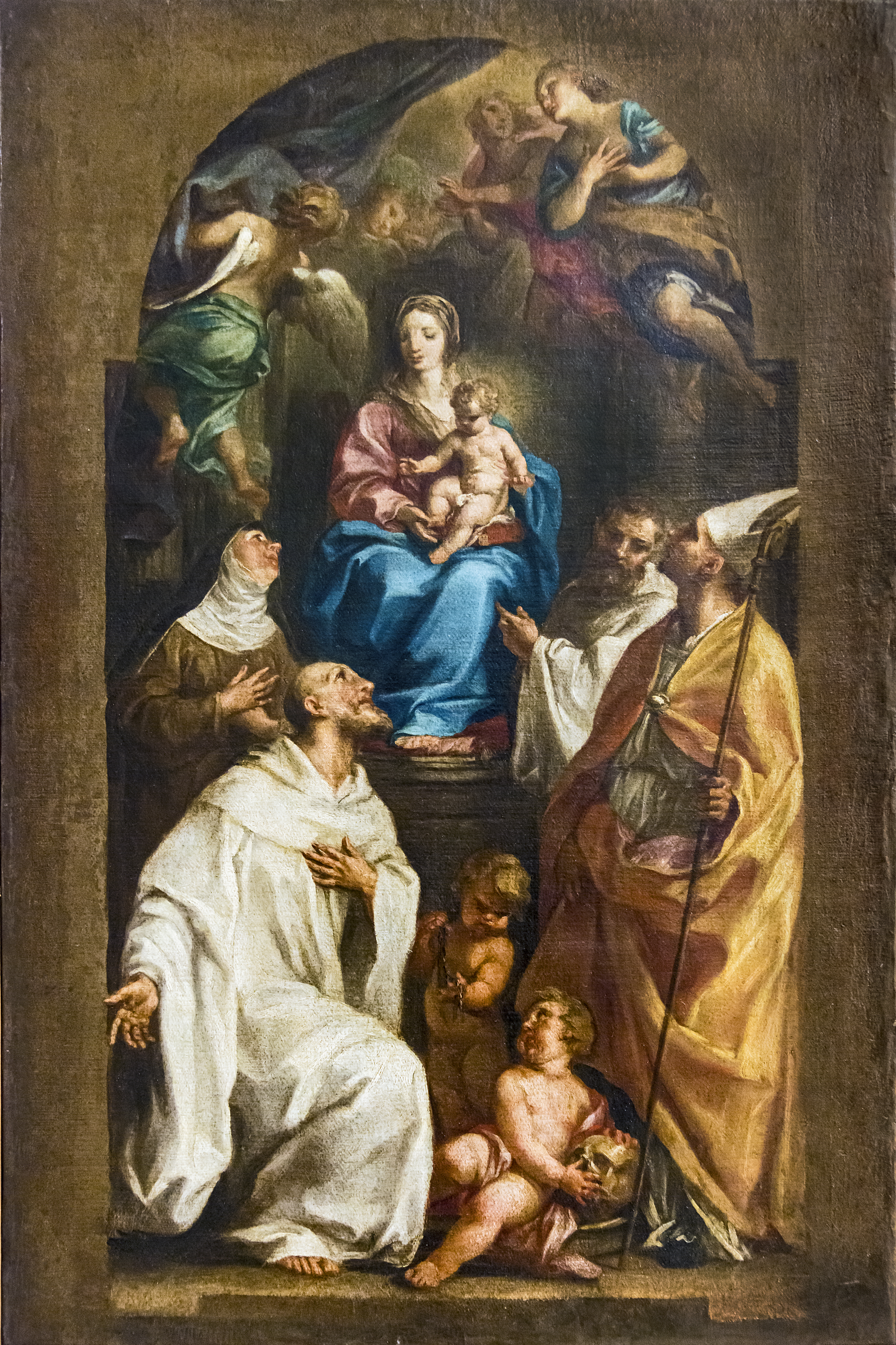
Madonna mit Kind
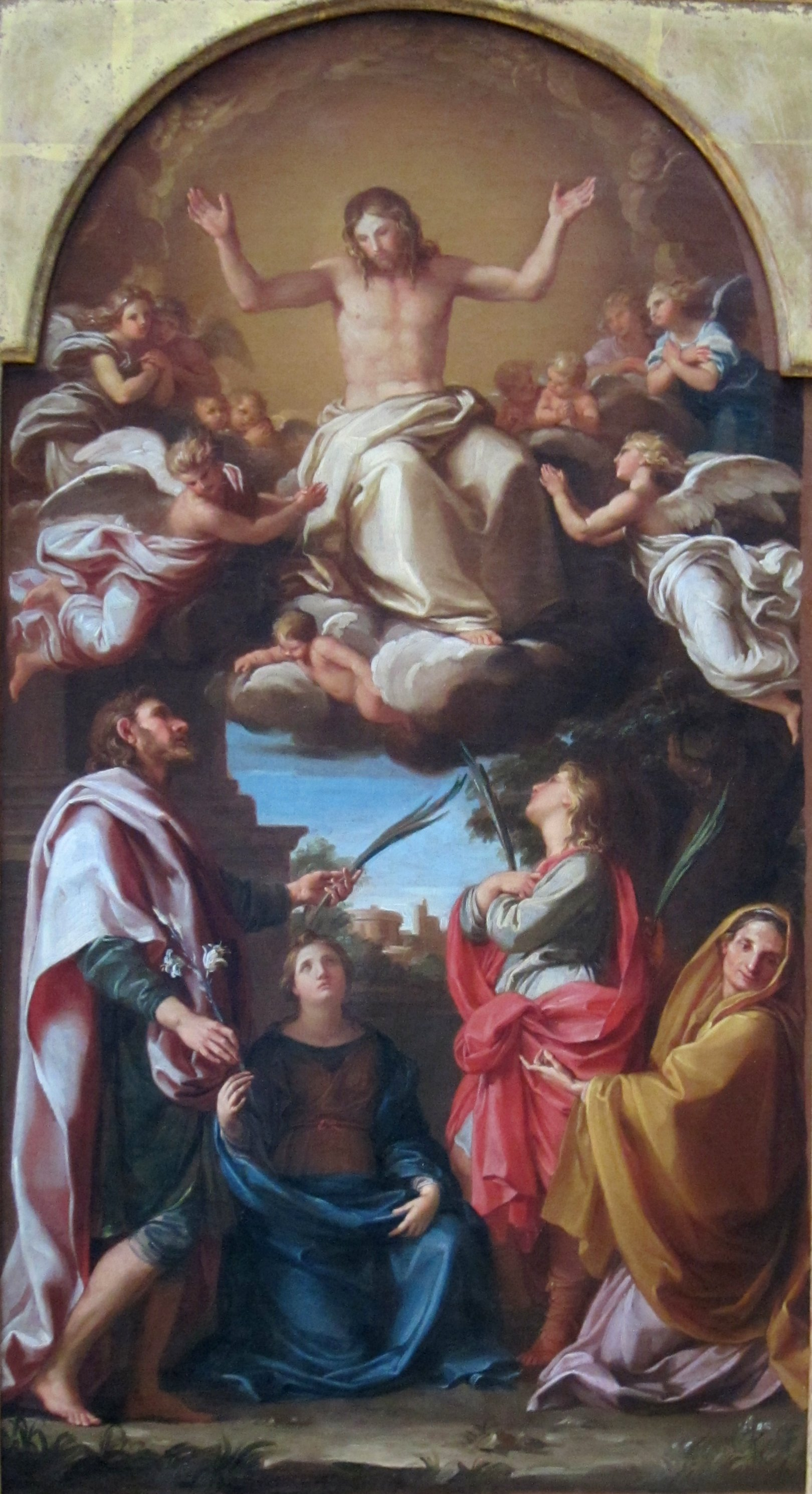
Altarbild für Santi Celso e Giuliano
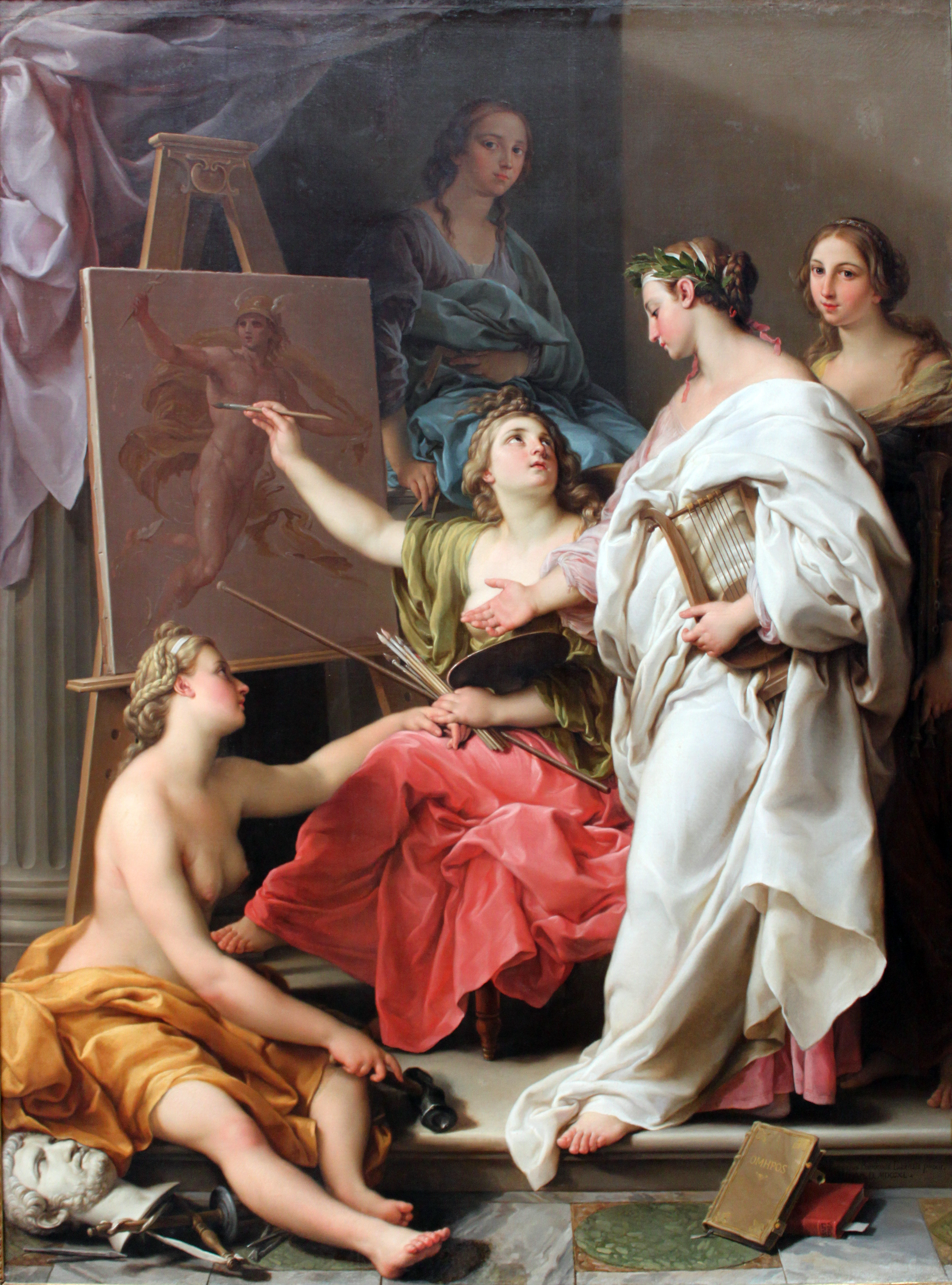
Allegorie der Künste, 1740, Städelsches Kunstinstitut
Porträt des Charles Crowle (1761/62)

## Rezeption
Batoni war mit seinen prachtvollen Bildern über vier Jahrzehnte lang sehr erfolgreich. Britische Reisende klagten über die hohen Preise, die er für Porträts forderte. In der zweiten Hälfte des 18. Jahrhunderts trat ein Wandel des vorherrschenden Geschmacks ein, der sich auch in Batonis Spätwerk ab 1780 zeigt. Im 19. und 20. Jahrhundert zählte er nicht mehr zum Kanon der großen Maler. „Genies“ (im Frühbarock beispielsweise Caravaggio) wurden höher geschätzt als die „Könner“ der spätbarocken Repräsentationskunst. Anlässlich seines 300. Geburtstags 2008 fanden jedoch mindestens drei bedeutende Ausstellungen statt (Houston 2007/08, London 2008, Lucca 2008/09).
Humorig und mit ironischer Abfälligkeit äußerte sich der Journalist, Schriftsteller und Maler Joachim Fernau. Er hielt Bat(t)oni, der sich wohl zeit seines Lebens nicht über die Schreibweise seines eigenen Namens entscheiden konnte, für eine Koryphäe, die sich nicht zu schade war, auch fürchterlichen Schund zu produzieren – eben jene büßende Maria Magdalena.